# Muna Al-Hussein
Pour les articles homonymes, voir Gardiner.
 (mai 2015).
Si vous disposez d'ouvrages ou d'articles de référence ou si vous connaissez des sites web de qualité traitant du thème abordé ici, merci de compléter l'article en donnant les références utiles à sa vérifiabilité et en les liant à la section « Notes et références ».
Titre
Princesse consort de Jordanie
26 mai 1961 – 21 décembre 1972
(11 ans, 6 mois et 25 jours)
La princesse Muna Al-Hussein, née Antoinette Avril Gardiner le 25 avril 1941 à Chelmondiston, dans le comté de Suffolk, au Royaume-Uni. Elle est la deuxième épouse du roi Hussein et la mère du roi Abdallah II de Jordanie.

## Mariage et enfants
Née britannique, Antoinette Avril Gardiner (dite Toni) est la fille du lieutenant-colonel Walter Percy Gardiner et de son épouse Doris Elizabeth Sutton. Elle épouse le roi Hussein à Amman, en Jordanie, le 25 mai 1961, se convertit à l'islam et est renommée Muna Al-Hussein. Ensemble, ils ont quatre enfants :
- Le roi Abdallah II (né en 1962), roi de Jordanie depuis 1999 ;
- Le prince Fayçal (né en 1963) ;
- Les princesses Aisha et Zein (nées en 1968).

Après son divorce, le 21 décembre 1972, elle est autorisée à conserver le prédicat d'altesse royale et le titre de princesse de Jordanie. Elle continue de travailler et de vivre en Jordanie.